# Alessandro Magnasco

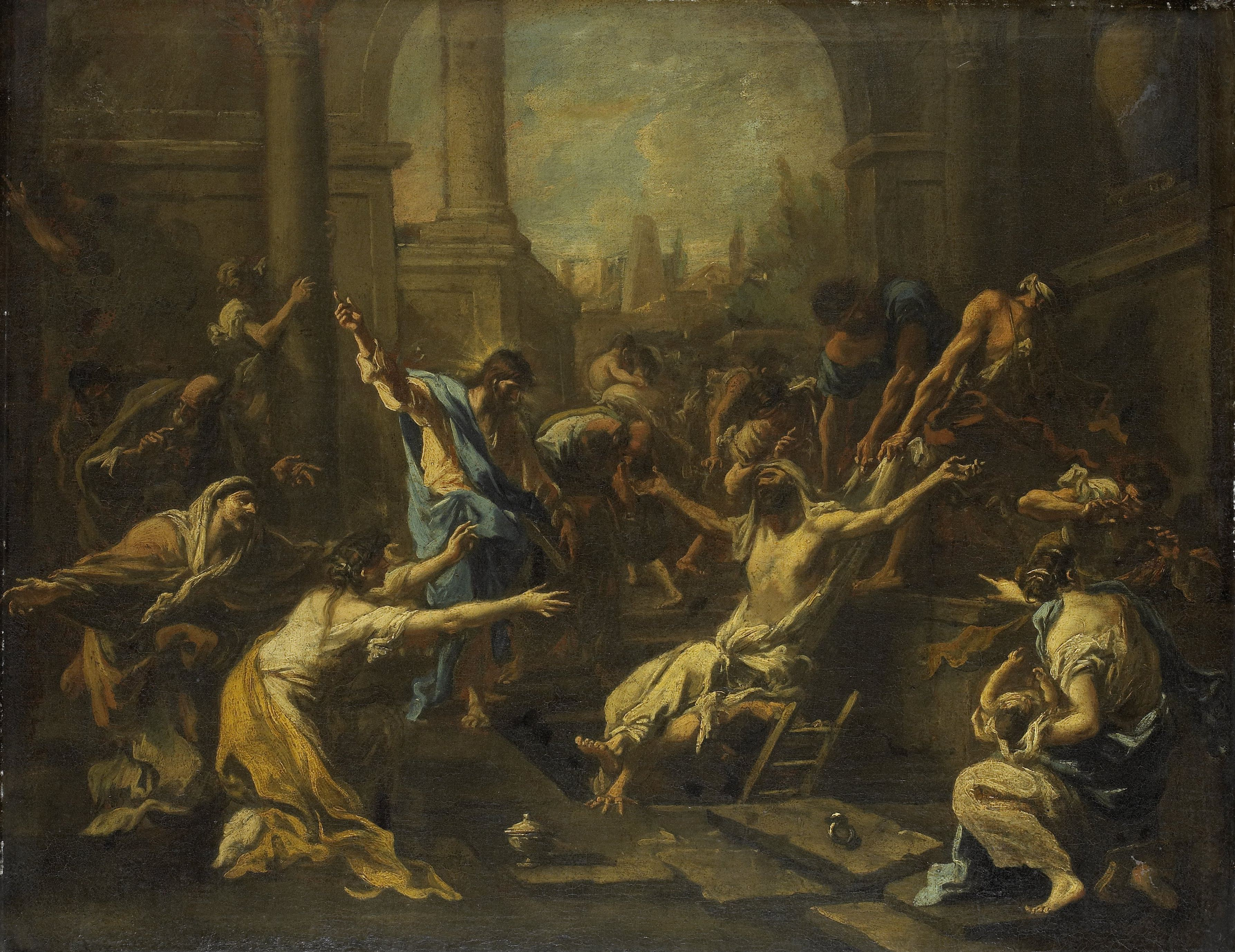
Alessandro Magnascos målning Lazarus väckes från de döda (Rijksmuseum).

Alessandro Magnasco, även kallad il Lissandrino på grund av sin korta figur, född 4 februari 1667, död 12 mars 1749, var en italiensk målare.

## Biografi
Magnasco verkade i Milano och Florens och även i sin födelsestad Genua och utförde i en egendomligt dyster, mättat brunaktig ton och med kraftiga, ibland hemska belysningseffekter dels romantiska landskap, dels interiörer med långsträckta små figurer, munkar, soldater med mera. Hans originella målerisätt blev särskilt under 1900-talet uppskattat och hans tavlor eftersökta. Förutom i Italien är Magnasco bland annat repsresenterade i de stora tyska gallerierna samt på Nationalmuseum och Kunstmuseet.